# Quận Inyo, California
Quận Inyo là một quận trong tiểu bang California, Hoa Kỳ. Quận lỵ đóng tại thành phố Independence2. Theo Cục điều tra dân số Hoa Kỳ, dân số năm 2010 của quận này là 18546 người 2.
Quận này nằm ở miền trung phía đông của California, nằm giữa dãy núi Sierra Nevada và bang Nevada.
Quận Inyo ở phía đông của Sierra Nevada và phía đông nam của vườn quốc gia Yosemite ở Trung bộ California. Nó chứa Thung lũng sông Owens; nó có hai bên về phía tây bởi Sierra Nevada và ở phía đông bởi White Mountains và Inyo Mountains. Với diện tích 10.192 dặm vuông (26.397 km2), quận Inyo là quận lớn thứ hai của khu vực ở California, sau quận Bernardino. Gần một nửa khu vực đó nằm trong vườn quốc gia Thung lũng Chết. Tuy nhiên, với mật độ dân số 1,8 người trên một dặm vuông, nó cũng có mật độ dân số thấp thứ hai ở California, sau quận Alpine.